# Фриден, Пьер
Пьер Фрьеден (люкс. Pierre Frieden, 28 октября 1892, Мертерт, Великое герцогство Люксембург — 23 февраля 1959, Цюрих, Люксембург) — люксембургский государственный и политический деятель, прозаик. 18-й Премьер-министр Люксембурга (29 марта 1958 — 23 февраля 1959).

## Биография
Сын винодела. С 1912 по 1916 год изучал философию и литературу в университетах Люксембурга, Фрайбурга, Цюриха, Женевы и Мюнхена. С 1916 и с 1919 по 1940 год — преподаватель философии, латыни и французского языка в школах и лицеях Люксембурга.
В 1929 году назначен руководителем Национальной библиотеки. После Второй мировой войны до 1959 года занимал ту же должность в Национальной библиотеке.
Во время немецкой оккупации Люксембурга во Второй мировой войне в 1942 году был арестован гестапо за протест против принудительной вербовки, помещён сперва под домашний арест, затем брошен в тюрьму. С 18 сентября по 4 ноября 1942 года был интернирован в концентрационном лагере Хинцерт.
Видный деятель Христианско-социальной народной партии Люксембурга.
В 1944 году, после освобождения Люксембурга, стал министром образования, культуры и науки, повторно занимал тот же пост в 1953 году.
С 14 декабря 1945 по 15 июля 1948 года — член Государственного совета Люксембурга.
Также был министром по делам семьи, здравоохранения и внутренних дел.
29 мая 1958 года занял кресло премьер-министра Люксембурга. Был им до дня своей смерти.

## Творчество
Литературное творчество Пьера Фридена было сосредоточено на человеке в свете католического гуманизма.
Отправной точкой журналистской и литературной работы стал опыт нахождения в концентрационном лагере. В своих автобиографических мемуарах «Fritz Endres. Erlebnisse aus Gefängnis und KZ» (Фриц Эндрес. Опыт жизни в тюрьме и концлагере), описал повседневную жизнь в оккупированной стране. Тема другого романа «Le triomphe de la mort» подпольное сопротивление люксембуржцев оккупантам. С 1944 по 1946 год он опубликовал 17 книг, сборников эссе и политико-философских произведений. В них государственный деятель, философ и теолог поднимает темы войны и мира, интеллектуальной истории национал-социализма, новые начала после окончания войны, европейскую перспективу и др.

## Избранная библиография
Публикации на французском языке
- De la primauté du spirituel
- Variations sur le thème humaniste et européen
- Vertus de l’humanisme chrétien

Публикации на немецком языке
- Das französische Bildungswesen in Geschichte und Gegenwart
- Meditationen um den Menschen. Band 1
- Meditationen um den Menschen. Band 2
- Fritz Endres. Erlebnisse aus Gefängnis und KZ

## Награды
- Кавалер Большого креста Ордена «За заслуги перед Итальянской Республикой»
- Командор Ордена Заслуг (Португалия)
- Командор Ордена Дубовой короны

## Память
- Имя Пьера Фридена носит бульвар в г. Люксембурге.
- Почта Люксембурга в 2017 году выпустила марку с изображением Пьера Фридена.